# 剣と魔法と学園モノ。2
『剣と魔法と学園モノ。2』（けんとまほうとがくえんモノ ツー）とは、2009年6月25日に株式会社アクワイアより発売されたPlayStation Portable用3DダンジョンRPGである。愛称は「ととモノ。2」。合い言葉は「新学期だよ!全員集合!」。
『剣と魔法と学園モノ。』の続編にあたる。モンスターを打ち倒しながらワナが張り巡らされた迷宮を探索し、クエストをクリアーしてゆく。早期購入者特典は、クロスティーニ学園生徒手帳。予約特典は、声の出演スフィアによるオリジナルアニメDVD。
2010年7月22日にはPlayStation 3移植版『剣と魔法と学園モノ。2G』（けんとまほうとがくえんモノ ツージー）が発売。2024年4月26日にはリマスター版の『剣と魔法と学園モノ。2G Remaster Editon』がSteam/PlayStation 5/Nintendo Switch向けに発売された。

## ゲームシステム

### 流れ
主な流れは前作と同様、冒険者を養成する学校にキャラクターを入学させることから始まる。
最初に入学するための入学手続き（キャラクター作成）として、本作では10の種族と19の学科を組み合わせることでキャラクターを作成する。入学後は「クエスト」と呼ばれる依頼や課題を受けて、最大6人のパーティーを編成したり装備は道具を調達したりして、「迷宮」の探索へと向かう。という風になっている。

### 追加要素
- 「学園もの」ということで、学園内でのイベントが追加され、登場するキャラクターとの交流を楽しめるようになった[3]。
- 前作より学科が増加しており、それに伴い諸設定の追加も行われている[3]。
- 「晴れ」、「雨」、「雪」、「霧」といった天候という要素が追加された[3]。天候は、プレイヤーの活動に影響を及ぼす。

### 学科
- 「学科」とは「職業」のことである。学科は全部で19存在しており、自由に選択できる「通常学科」が9つ、各種族専用の「上級学科」が10つある[3]。
- また、「戦士」、「魔法使い」、「盗賊」といった3つの系統があり、それぞれ種族によって得意不得意なものがある。

#### 通常学科
普通科 
戦士系学科と盗賊系学科に属する、一般的な学科。能力は平均的でバランスがとれている。
全武具の装備が可能。魔法は攻撃、回復、補助といずれも基本レベルに限り習得可能。
戦士 
戦士系学科と盗賊系学科に属する、接近戦を得意とする学科。
剣をはじめとする扱える武器の種類は豊富。能力バランスは安定しているが、攻撃魔法は覚えられない。
格闘家 
戦士系学科に属する、肉弾戦を得意とする学科。
武器は素手と棒で威力は低いが、それに代わって複数の攻撃が可能。
魔法使い 
魔法使い系学科に属する、魔法での戦闘を得意とする学科。種族によっては選択できない学科。
様々な魔法を習得・使用することが可能であり、また魔力の威力も他の学科とは異なる。
レンジャー 
盗賊系学科に属する、探索を得意とする学科。
探索に長けており、トラップの解除やアイテム収集が得意。
人形使い 
魔法使い系学科に属する学科。人形を操り、敵を翻弄する支援や補助が得意。
剣士 
戦士系学科に属する、剣術に特化した学科。固有技と専用魔法の習得が可能だが、成長がやや遅い。
忍者 
盗賊系学科に属する学科。俊敏な動きでのヒット&アウェイを得意とする。
アイドル 
戦士系学科と盗賊系学科に属する学科。歌や踊りで仲間をサポートすることを得意とする。

#### 上級学科
ガンナー 
盗賊系学科に属する、ヒューマン専用学科。
銃器の扱いに長けており、攻撃の命中率や威力が高い。
精霊使い 
魔法使い系学科に属する、エルフ専用学科。
精霊を召喚することが可能。なお、召喚できる精霊は性別によって異なる。
狂戦士 
戦士系学科に属する、ドワーフ専用学科。
攻撃に非常に特化している。反面、魔法は使えず、装備できる武具も少なめ。
賢者 
魔法使い系学科に属する、フェアリー専用学科。
魔法使いの魔法に加え古の魔法も習得する、魔法のスペシャリスト。
錬金術師 
魔法使い系学科に属する、ノーム専用学科。
錬金をいつでもどこでもできる学科。その他、攻撃魔法で戦うこともできる。
風水師 
魔法使い系学科に属する、クラッズ専用学科。
ビースト 
戦士系学科に属する、フェルパー専用学科。
体力と攻撃の成長率が高いが、装備できるものはわずかなものに限られる。
竜騎士 
戦士系学科に属する、バハムーン専用学科。
ＨＰが非常に高く、かばうや回復魔法で味方を守ることを得意とする。
死霊使い 
魔法使い系学科に属する、ディアボロス専用学科。
堕天使 
戦士系学科に属する、セレスティア専用学科。

### 種族
ヒューマン 
声 - 小田久史（男）・阿久津加奈（女）
固有スキル：なし
標準的な種族。能力長短のない平均的で、様々な学科に所属し、そつなくこなす。
寿命は短いが繁殖力が高く、他の種族に比べて数が多い。また、知識の伝達や共有する傾向がある。
他の種族との関係も普通。
エルフ 
声 - 山口翔平（男）・浅倉杏美（女）
固有スキル：なし
妖精の血脈を引く種族。細身で美しい容姿が特徴。
能力値は平均的だが、知性と信仰心に優れており、魔法使い系学科に向いているが、他の学科でも通用する。
詩的表現や軟音を好む。そのため、太く硬質な声で話すドワーフとの会話をあまり好まない。
ドワーフ 
声 - 笹田貴之（男）・沼倉愛美（女）
固有スキル：なし
小柄で筋肉質な体躯と、獣に似た容姿を持つ種族。
力に優れており、戦士系学科に所属する者が多い反面、素早さは低く最後に行動することが多い。
また、言語習得能力も高いのだが無口。豪快な気質ゆえ、繊細なエルフから好かれない。
ノーム 
声 - 市来光弘（男）・原由実（女）
固有スキル：浮遊、プロテクション
土の精霊を祖とする種族。
知恵と信仰心に優れているが、力が弱く、戦士系には向いていない。
アストラルボディという独特の体質上、現実では実体化のため依代を必要とする。どの種族とも相性が良い。
クラッズ 
声 - 大原桃子（男）・設楽麻美（女）
固有スキル：なし
小柄な種族。体格は成人でもヒューマンの子供ほどの大きさ。
身軽さと器用さから、レンジャーなどの盗賊系学科に所属する者が多いが、それ以外ではあまり活躍は見込めない。
牧歌的な性格で平和を好むため、ほとんどの種族から好まれている。
フェアリー 
声 - 松尾佳（男）・西野陽子（女）
固有スキル：浮遊
妖精族。小人に羽根を付けたような容姿が特徴。体が小さいのは「そう見える眩惑」によるとされる。
俊敏性、知恵、運などに優れており、盗賊系学科や魔法使い系学科に向いているが打たれ弱い。
ヒューマンに憧れを抱いている。同種族同士で仲が悪い。
フェルパー 
声 - 小泉智朗（男）・砂倉加奈子（女）
固有スキル：なし
猫を祖先に持つ種族。高い生命力を持ち、俊敏性に優れた短所のない平均的な万能型。
様々な学科で活躍しているが、人見知りな性格。
バハムーン 
声 - 遠藤大輔（男）・吉田聖子（女）
固有スキル：ブレス
竜族の血脈を引く種族。力に優れ、特殊代謝能力により生命力も高いため、戦士系学科の所属者が多いが、素早さは低い。
祖先が高位次元的存在のためプライドが高く、他の種族を見下す態度をとる。
ディアボロス 
声 - 増田隆之（男）・楠見藍子（女）
固有スキル：ブレス
冥界からの血脈を引く種族。知恵に優れ、全体的に高い能力を持つ。魔法物理の知識が深い。
その血統ゆえにノーム以外の種族から敬遠されている。
セレスティア 
声 - 西健亮（男）・三浦綾乃（女）
固有スキル：浮遊
天使の血脈を引く種族。信仰心に優れ、魔法系学科においては優秀だが、前衛には向いていない。
絶対的正義を重んじるため、ディアボロスとは犬猿の仲。

## キャラクター
声優は特典DVD・PS3版のもの。

### クロスティーニ学園
オリーブ
声 - 豊崎愛生
同級生でヒューマンの少女。プレイヤーたちが籍を置くクラスのクラス長兼図書委員長。
案内役を買って出るなど頼りになる存在だが、実はトラブルメーカー。
ルオーテ
声 - 江口拓也
同級生のトレジャーハンター。兄貴の意志を継ぎ、最強の剣を探している。
コッパ
声 - 五十嵐裕美
ヒーローに憧れる同級生。しかし、他力本願な性格からティラミスをいつも困らせている。
ジェラート
声 - 戸松遥
オリーブをライバル視しているヒューマンの少女。パーネのクラスの生徒で、クラス長兼風紀委員長を務める。高飛車かつ自己中心的な性格で、度々暴走してしまう。歌声の評価はあまり良くない。
ティラミス
声 - 寿美菜子
パーネのクラスに籍を置く生徒。ドライな性格で常に冷静。クラスメイトのジェラードをしばしば諫めている。コッパの姉的存在。
パンナ
声 - 中村知子
セレスティアの少女。マイペースで人見知りをしない性格だが、パーネ先生だけは苦手。
スフォリア
声 - 寺本來可
魔法が使えないといって剣士の道を目指すフェアリー。
ミラノ
何者かに人質にされていた、ダンテの妹。
トレネッテ
声 - 安士百合野
学生寮の寮母さん。購買部を担っている。
ガレノス
声 - 國分和人
保健室の先生。いつも怪しい雰囲気を醸し出している。
ジョルジオ
声 - 高橋英則
魔術教師のフェアリー。オカマ。
ダンテ
声 - 吉本泰洋
オリーブのクラスの教師で剣術に長ける。愛想がなく冷淡。
パーネ
声 - 茅野愛衣
セレスティアの女性教師。プレイヤーたちの隣のクラスの担任。指導がやさしく、生徒からも好かれている。
ロッシ
声 - 坂巻学
時代劇フリークで自分のことを「あっし」と呼ぶ、侍のような教師。
ビスコ
声 - 足立由夏
学園の教師。背が低いことにコンプレックスを抱く。
キャンティ
声 - 森谷里美
気弱な教育実習生。
ヴェーゼ
声 - 髙山ゆうこ
教頭にして学園長監視役。モンスターについて研究しているが、成果はイマイチ。
ヴァシュラン
声 - 大木民夫
学園長。

### ブルスケッタ学院
フラン
声 - 小堀友里絵
魔法使いで、ツンデレ少女。リモンの恋人。
リモン
声 - 斉藤壮馬
訛りのある男。恋人のフランの尻に敷かれている。

### パニーニ学院
ジャーノ
声 - 渡辺紘
八虫類嫌いの男。兄貴ぶるがいまいち頼りない。
ゾーラ
趣味で爬虫類を飼っている少女。「ゴルちゃん」というペットがいる。

### 裏世界
ニーナ
侵攻を止めるためにクロスティーニ学園に助けを求めに来た、ユーノの姉。
ユーノ
声 - 高垣彩陽
前作でも登場した、メガネをかけた女性教師。今回は侵攻を止めるべく、生徒達の指揮をとる。
ビット
ユーノの片腕として活躍するヒューマンの生徒。
カテリーナ
死霊術の使い手で、黒い手帳と巨大な鎌を持ち歩く少女。
バルバレスコ

### その他
ヴォローネ
声 - 東山奈央
冒険者相手に金を稼いでいるエルフの少女。普段は相方のパスタと二人で盗賊稼業をしている。言葉遣いが悪く、ギャル語で捲し立てる。
パスタ
声 - 清水彩香
冒険者相手に金を稼いでいるフェルパーの少女。普段は相方のヴォローネと二人で盗賊稼業をしている。関西弁で話す。
アスティ
声 - 堀口あすか
セレスティアの少女。
ドリィ
声 - 木島隆一
草食のダークドラゴン。アスティの親友。

## スタッフ
- プロデューサー - 原神敬幸
- キャラクターデザイン - うし、病
- シナリオ：株式会社エッジワークス (神庭亮介・北原幸彦・新谷辰雄・水稀綾)
- 制作 - 株式会社ゼロディブ
- 発売 - 株式会社アクワイア

## イメージソング
- 「Dangerous girls」
  - 歌 - スフィア
  - 作詞 - 畑亜貴
  - 作曲・編曲 - 黒須克彦

## 剣と魔法と学園モノ。2G
新要素は以下の通り。
- 学科によらず好きなキャラクターグラフィックスの選択が可能になった。
- NPCのキャラクターをパーティメンバーとして使用できるようになった。

## ラジオ
『スフィアのととモノらじお』は、文化放送にて、2009年5月23日から7月18日まで全9回放送されたタイアップ・ラジオ番組。パーソナリティはスフィア。
本作『剣と魔法と学園モノ。2』にちなみ、「冒険」と称して、毎回くじ引きで選ばれた2人のパーソナリティが様々な事に挑戦して「冒険」を学んでいく。
なお、2009年6月27日には鷲崎健を加えての特別番組『剣と魔法と学園モノ。2 Presents スフィアと鷲崎と60分モノ』が超!A&G+にて放送された。